# Rohamcsapat
A rohamcsapat (angolul assault troops vagy shock troops, németül Stoßtrupp, oroszul штурмовая группа) olyan katonai egység, illetve annak része, amelyet támadások vezetésére képeznek ki és szerelnek fel. A rohamcsapatokat tartalmazó egységek tipikusan mozgékonyak, mivel a feladatuk az lehet, hogy mélyen áthatoljanak az ellenséges védvonalakon és az ellenséges csapatok sérülékeny hátulsó területeit támadják. 
Bár maga a rohamcsapat fogalom a 20. században vált népszerűvé, a koncepció nem új. A használata mára ismét kiment a divatból, mert a mögötte meghúzódó stratégiai meggondolások a modern hadviselési gondolkodás sztenderdjévé váltak. 

## 1914 előtt
Számos forrás szerint a vikingek rohamcsapatai a berszerkerek voltak, akik transzban harcoltak.
A késő középkori Európában a német gyalogos landsknechtek és a svájci soldosok 'zweihändereket, nagy kétkezes kardokat használtak a pikás formációk áttörésére. 
Az ostromoknál használt speciális rohamkatonák a gránátosok voltak. Először a 17. század közepe-vége felé állítottak fel ezzel a céllal gránátos egységeket, amelyek gránátokat dobáltak miközben az áttörést vezették. Gránátos egységeket rohamcsapatként még azután is megtartottak a hadseregek, hogy a puskaporral töltött gránátok hajigálásval már felhagytak. 
Az amerikai polgárháborúban (1861–1865) a Potomac hadsereg és a konföderációs észak-virginiai hadsereg  egyaránt alkalmazott rohamcsapatokat. Az Unió hadseregének legveszélyesebb támadásai közül sokat a Vasdandár (vagy Feketekalaposok) és az Ír Dandár vezette. A konföderációs hadseregben hasonló szerepet töltött be a Texasi Dandár és a Stonewall Dandár. Harcaikban mindezek az elit egységek súlyos veszteségeket szenvedtek. 
A paraguayi háborúban (1861-1865), amelyet Paraguay egyedül vívott Brazilia, Argentina és Uruguay ellen, a paraguayiak alkalmaztak rohamcsapatokat. Ezek vegyesen tartalmaztak lovukról leszállított lovaskatonákat és evezésre és úszásra alkalmas legénységet – szablyákkal, tőrökkel, késekkel, bajonetekkel, pisztolyokkal és kézigránátokkal voltak felszerelve. Ezeket kisebb megerősített állások megtéámadására és brazil folyami gőzhajók elfoglalására használták.

## Fordítás
Ez a szócikk részben vagy egészben  a   Shock troops című angol Wikipédia-szócikk ezen változatának fordításán alapul.  Az eredeti cikk szerkesztőit annak laptörténete sorolja fel. Ez a jelzés csupán a megfogalmazás eredetét és a szerzői jogokat jelzi, nem szolgál a cikkben szereplő információk forrásmegjelöléseként.